# Кацис (приток Туртаса)
Кацис — река в России, протекает по Уватскому району Тюменской области. Устье реки находится в 208 км по левому берегу реки Туртас. Длина реки составляет 50 км. Площадь водосборного бассейна — 411 км².

## Данные водного реестра
По данным государственного водного реестра России относится к Иртышскому бассейновому округу, водохозяйственный участок реки — Иртыш от впадения реки Тобол до города Ханты-Мансийск (выше), без реки Конда, речной подбассейн реки — бассейны притоков Иртыша от Тобола до Оби. Речной бассейн реки — Иртыш.
Код объекта в государственном водном реестре — 14010700112115300013531.